# Jacopo Gastaldi

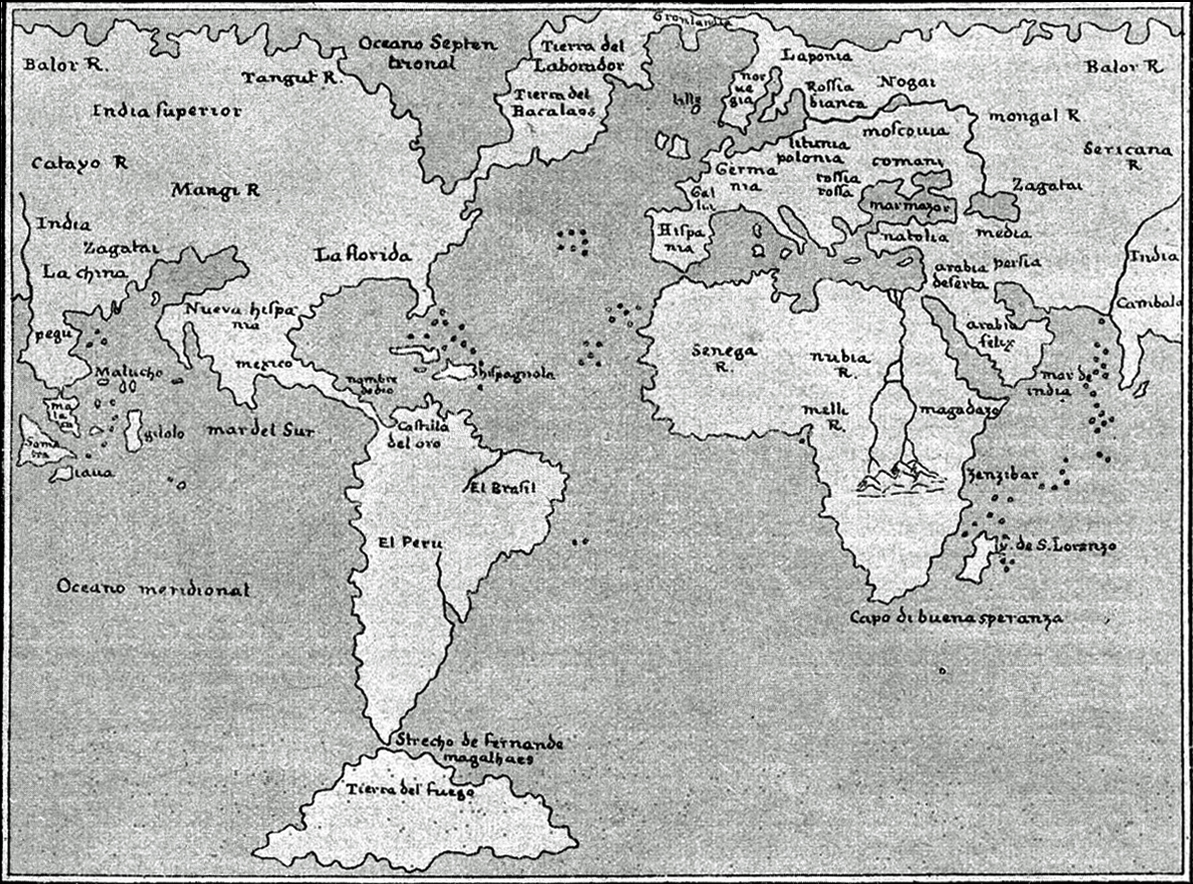
Reproduktion einer Weltkarte, die auf einer Gastaldi-Weltkarte von 1548 basiert.

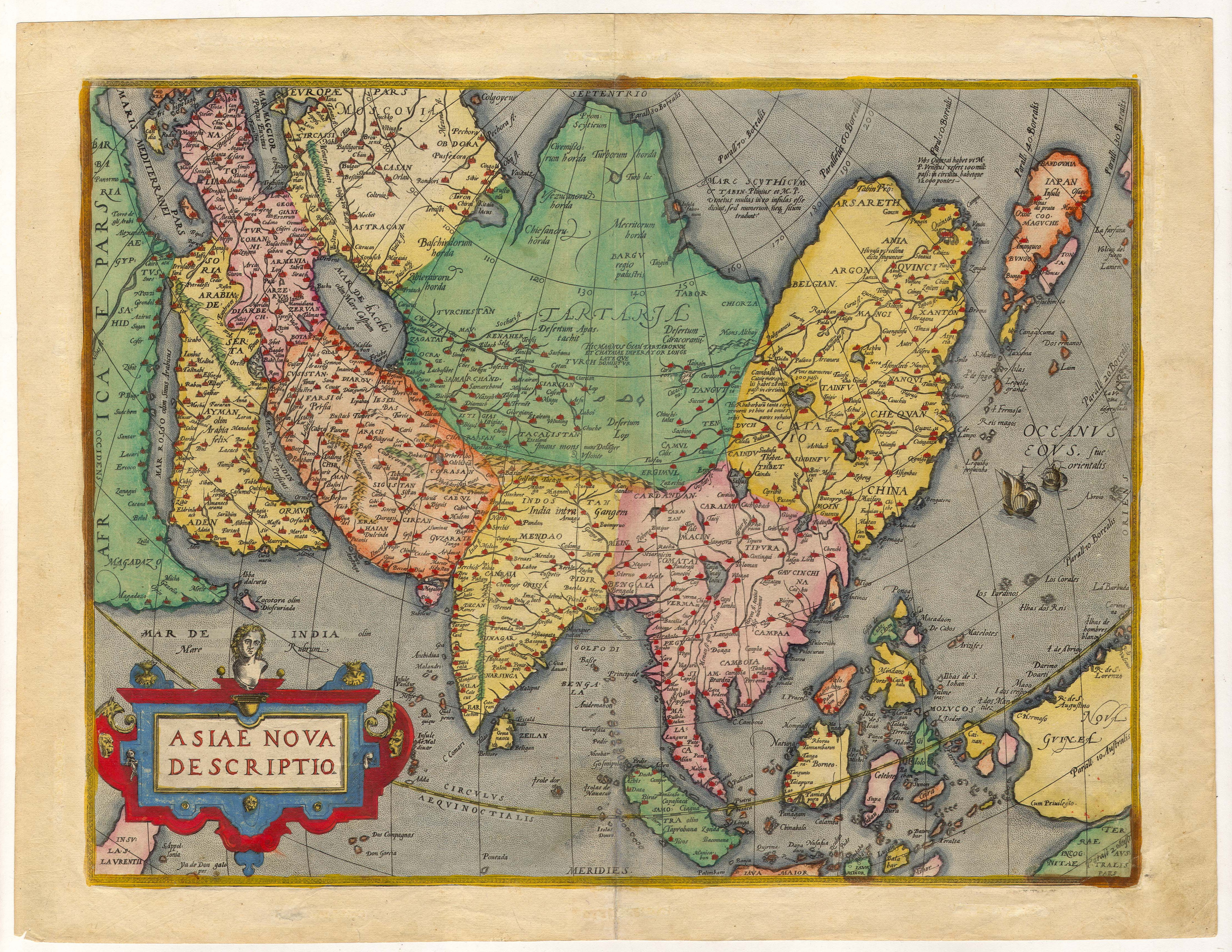
Asiae Nova Descriptio, Kupferstich von 1574

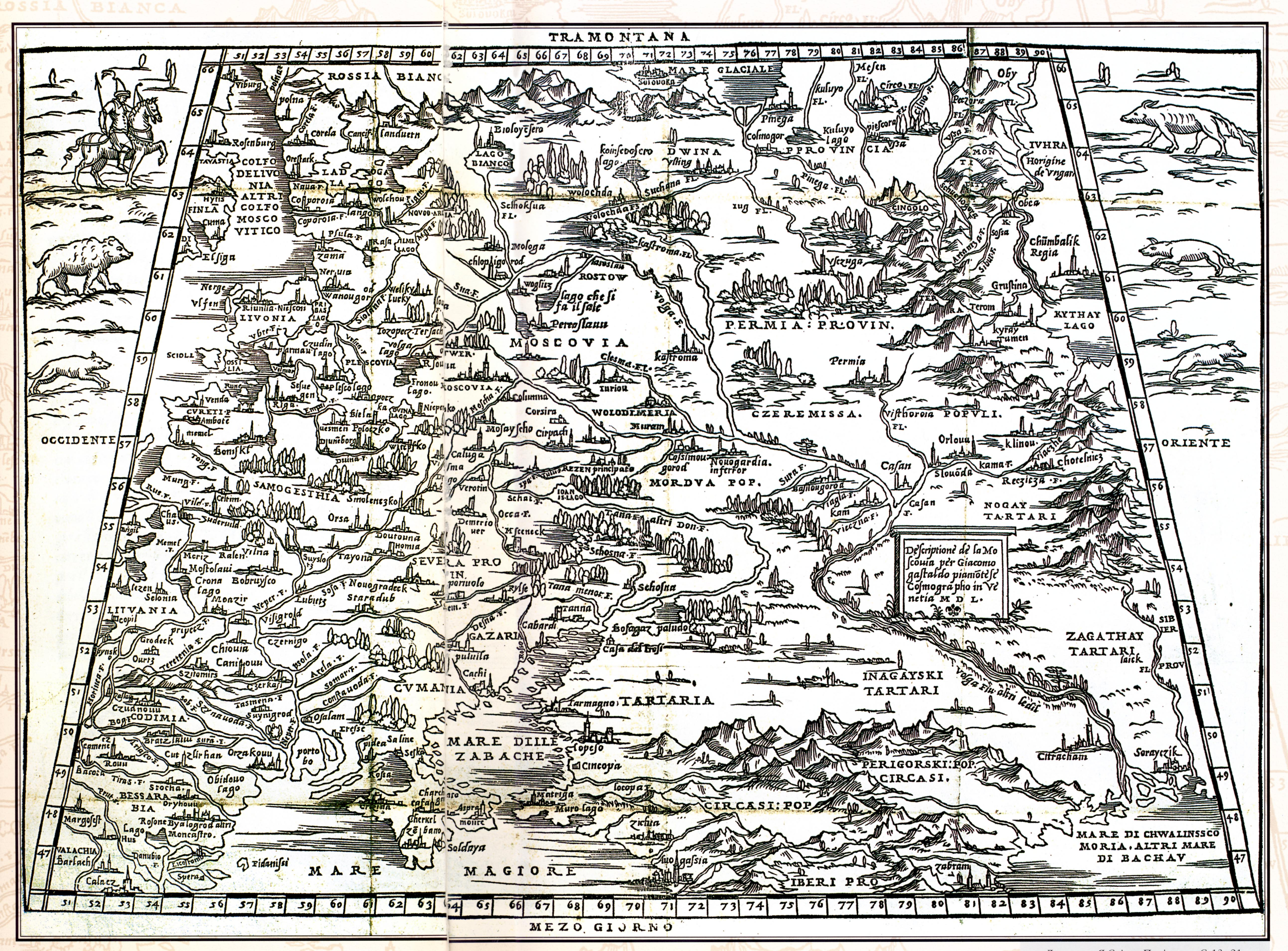
Gastaldis Plan von Moskau, 1550

Karte Italiens

Jacopo Gastaldi, auch Giacomo genannt (* um 1500 in Villafranca Piemonte; † Oktober 1566 in Venedig), war ein vor allem für private Verleger, aber auch in Diensten der Republik Venedig tätiger Ingenieur und bedeutender Kartograph.
1539 ging Gastaldi von Piemont nach Venedig, wo er jedoch gegen die Konkurrenten aus der Lagunenstadt keine Anstellung fand. Man zog im Magistrato alle Acque Bürger der Stadt wie Cristoforo Sabbadino vor. So wandte er sich großräumigen Werken zu, die eher auf dem freien Büchermarkt verkäuflich waren als die Karten zum venezianischen Territorium und zur Lagune, die die Magistrate brauchten.
Ab etwa 1544 wandte sich Gastaldi ausschließlich der Kartographie zu. Zum einen konzentrierte er sich als einer der ersten auf die Neue Welt, was vor allem in seiner Edition La universale descrittione del mondo im Rahmen der Geographia des Ptolemaios deutlich wurde, die 1548 erschien, und für die er 60 Karten anfertigte. Davon sind 34 „tabulae novae“, Karten in kleinerem Format, wodurch der Atlas für den Benutzer handlicher wurde. Darüber hinaus wechselte er vom bis dahin geläufigen Druck mit hölzernen Druckstöcken zum Kupferstich. Damit war es möglich, erheblich feinere Details in die Karte einzutragen.
Gastaldi arbeitete überwiegend für die Herausgeber Nicolo Bascarini und Gianbattista Pedrezano. Er nahm aber auch Aufträge vom Rat der Zehn an. Für diesen fertigte er Freskokarten von Asien und Afrika für den Dogenpalast an, aber auch detailreiche Karten zur Terraferma und zur Lagune. Für die Afrikakarte erhielt er am 6. Mai 1549 den Auftrag für die Sala dello Scudo. Die dortige Vorgängerkarte war bei einem Brand 1483 zerstört worden. Heute wird der Saal auch Sale delle Mappe (Saal der Karten) genannt. Er diente Audienzen und Empfängen. Dafür erhielt Gastaldi ein Honorar von 100 Dukaten, was dem Fünffachen des Jahreseinkommen eines Arbeiters im Arsenal entsprach. Für die Ergänzung der spanischen Länder in Amerika aus ästhetischen Gründen erreichte er eine Verdoppelung seines Honorars. So fügte er die Gebiete in den Indie occidentali hinzu, wie er aus spanischen Quellen ins Italienische übersetzte. Am 9. August 1553 erhielt er den Auftrag für eine entsprechende Asienkarte.
1561 beteiligte sich Gastaldi an Girolamo Ruscellis Ptolemaios-Ausgabe und trug dazu eine Seekarte und zwei Darstellungen der Erdhalbkugeln bei. 1561 bis 1563 arbeitete er an seiner Cosmographia universalis et exactissima iuxta postremam neotericorum traditionem. Sie zeigt die Welt in einer ovalen Projektion auf einer Fläche von 90 auf 182 cm. Zu ihr gehören an den Ecken je zwei Himmelsgloben und zwei Erdgloben.
Eine seiner berühmtesten Karten wurde die von Italien aus dem Jahr 1561.

## Werke
- La universale descrittione del mondo, 1548, 1561 bei Matteo Pagano, erneut verlegt 1565 bei Francesco di Salò, Venedig; dann bei Gavini, Venedig 1927–28; Reproduktion Miniati, Genua 1991.